# Rompighiaccio Sankt Erik

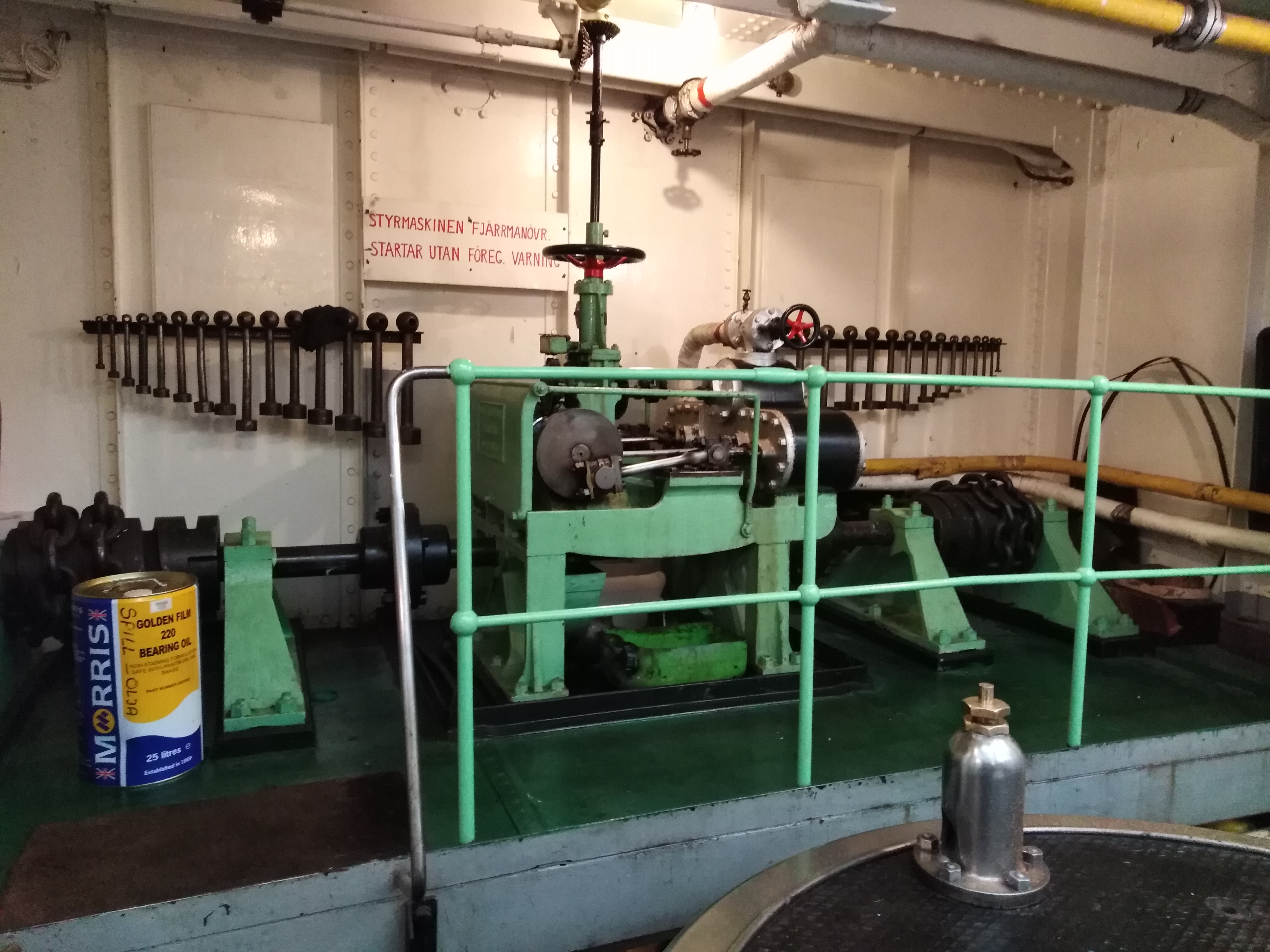
"servosterzo" basato su motore a vapore. Il comando arriva dall'albero in altro a sinistra nella fotografia, dopo aver percorso un considerevole numero di metri attraverso alcuni alberi che lo collegano con ruote dentate a 90° alla ruota del timone in plancia. Il motore fa girare due ruote in basso a cui sono avvolte le catene che agiscono sul timone.

Sankt Erik è una nave rompighiaccio e una nave museo ormeggiata a fianco del Museo Vasa a Stoccolma (Svezia).
Fu varata nel 1915 col nome di Isbrytaren II ("Rompighiaccio II") e costruita secondo le convenzioni dei rompighiaccio del Baltico con una forma ad arco per resistere meglio alla morsa del ghiaccio, con la prua in grado di sollevarsi al di sopra del ghiaccio per frantumarlo e con una elica frontale per sospingere acqua e ghiaccio frantumato lungo lo scafo.
La nave è dotata di serbatoi laterali che possono essere riempiti e svuotati di acqua di mare a turno così da allargare il canale creatosi nel ghiaccio con un movimento di rollio. Il rollio serviva anche a impedire al ghiaccio di riformarsi e bloccare la nave in una morsa.
I suoi motori a vapore reversibili sono i più potenti ancora funzionanti di tutta la Svezia.
La nave era la rompighiaccio più grossa del Paese ed era proprietà della Città di Stoccolma per tenere liberi dai ghiacci i canali dell'Arcipelago. Era inoltre utilizzata dal governo svedese fuori dall'Area di Stoccolma, dal momento che aveva contribuito alle spese di costruzione.
È stata poi rinominata nel 1958 dopo un consistente aggiornamento che incluse il passaggio dal carbone al petrolio, la costruzione della cabina a protezione dalle intemperie dell'equipaggio sul ponte e la dotazione di apparecchiature radar e radio.
La Sankt Erik ha due motori a vapore a tre cilindri, a tripla espansione.
Il motore posteriore, da 2800 cavalli, è il più grande motore navale a vapore esistente.
Quello anteriore ha 1200 cavalli.

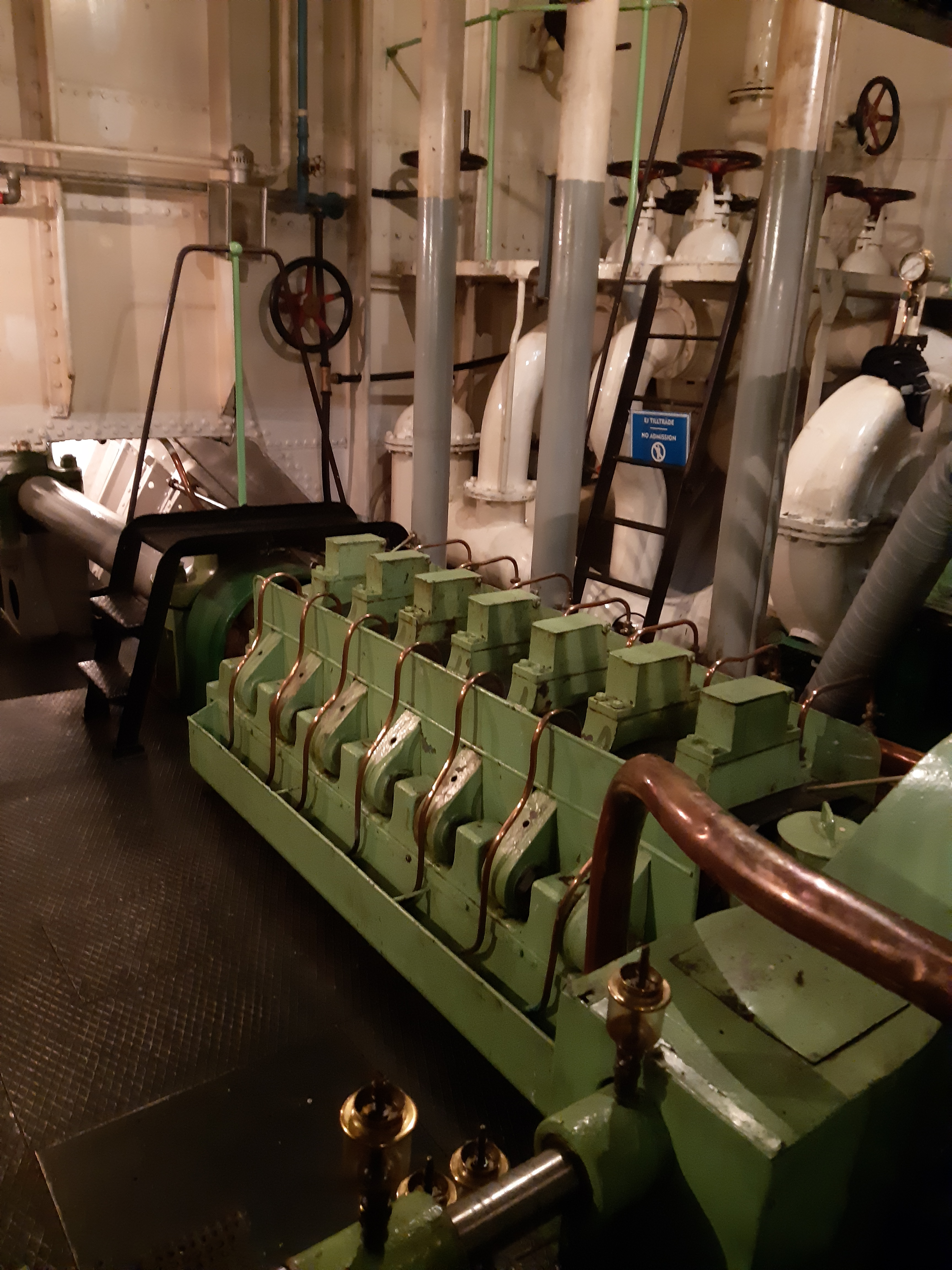
Blocco reggispinta (verde). Si nota l'albero (bianco) verso l'elica

Il blocco di reggispinta (thrust block) è del tipo antico, precedente al tipo Michell. 
La nave è lunga 60 metri e larga 17. Pesca 6,5m.
Velocità massima: 11 nodi (20 km/h; 13 miglia orarie)
L'equipaggio era di 30 persone.
A piena potenza, veniva consumata circa una tonnellata di carbone all'ora. I turni di lavoro dei fuochisti duravano 4 ore.
I tre cilindri sono di diametro crescente man mano che la temperatura del vapore decresce procedendo all'interno del motore.

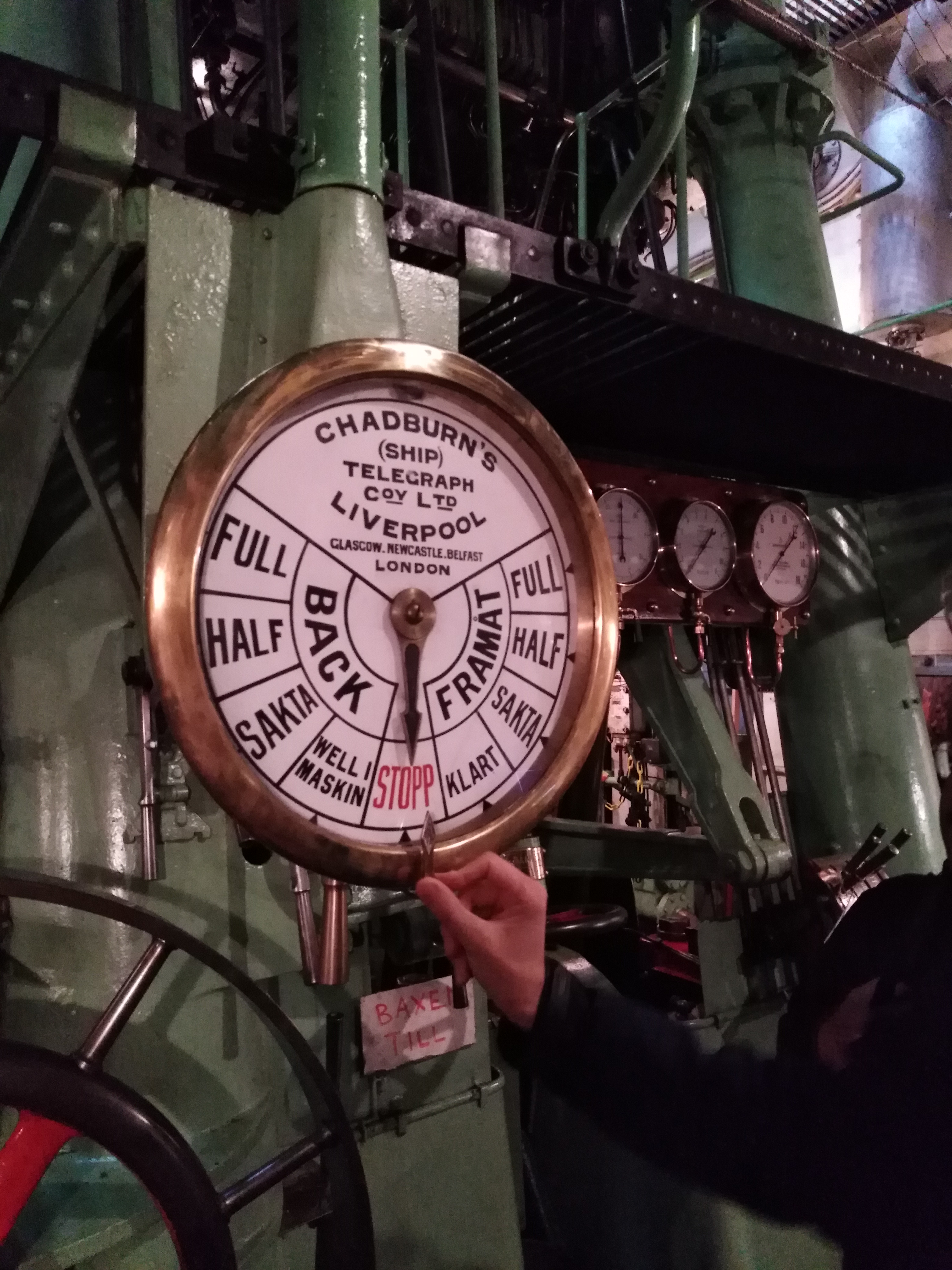
L'operatore riceveva il comando dalla plancia e dopo aver eseguito l'ordine confermava spostando la lancetta nella stessa posizione del comando. Il comando era trasmesso da una catena.